# Basil Charles King
Basil Charles King (1915-1985) est un géologue et auteur britannique. Il remporte la médaille Bigsby de la Société géologique de Londres en 1959.

## Biographie
King fait ses études à la King Edward VI School, Bury St Edmunds. Il étudie la géologie à l'université de Durham, obtenant son diplôme en 1936 avec les honneurs de première classe,. Il travaille ensuite comme préparateur au Bedford College avant de s'installer en Afrique en tant que membre de l'Uganda Geology Survey. Il retourne finalement au Royaume-Uni comme maître de conférences à l'université de Glasgow.
Il commence à donner des cours de géologie à l'université de Glasgow et reçoit ensuite un poste de professeur au Bedford College de Londres en 1956. En 1950, il est élu membre de la Royal Society of Edinburgh avec comme proposants Neville George, John Weir, George Walter Tyrrell et Arthur Holmes. Il devient membre de la Société géologique de Londres en 1949.
Sa santé défaillante, King prend sa retraite et s'installe à Arran. Il est décédé le 11 septembre 1985.
Il est marié à Dorothy Margaret Wells en 1939.

## Ouvrages
- The Geology of the Osi Area (1949)
- The Napak Area of Southern Karamoja, Uganda (1949)
- The Form of Beinn an Dubhaich Granite on Skye (1960)
- The History of the Alkaline Volcanoes and Intrusive Complexes of Eastern Uganda and Western Kenya (1969) co-écrit avec Michael John Le Bas et Diana Stephanie Sutherland